# Elia Luini
Elia Luini (Varese, 23 de junio de 1979) es un deportista italiano que compitió en remo.
Participó en cuatro Juegos Olímpicos de Verano, entre los años 2000 y 2012, obteniendo una medalla de plata en Sídney 2000, en la prueba de doble scull ligero, el cuarto lugar en Pekín 2008 y el séptimo en Londres 2012, en la misma prueba.
Ganó diez medallas en el Campeonato Mundial de Remo entre los años 1998 y 2013, y dos medallas en el Campeonato Europeo de Remo, en los años 2009 y 2011.

## Palmarés internacional
| Juegos Olímpicos   | Juegos Olímpicos          | Juegos Olímpicos  | Juegos Olímpicos          |
| Año                | Lugar                     | Medalla           | Prueba                    |
| ------------------ | ------------------------- | ----------------- | ------------------------- |
| 2000               | Sídney (Australia)        | Medalla de plata  | Doble scull ligero        |
| Campeonato Mundial |                           |                   |                           |
| Año                | Lugar                     | Medalla           | Prueba                    |
| 1998               | Colonia (Alemania)        | Medalla de oro    | Cuatro scull ligero       |
| 2001               | Lucerna (Suiza)           | Medalla de oro    | Doble scull ligero        |
| 2002               | Sevilla (España)          | Medalla de oro    | Doble scull ligero        |
| 2003               | Milán (Italia)            | Medalla de oro    | Doble scull ligero        |
| 2005               | Kaizu (Japón)             | Medalla de bronce | Cuatro sin timonel ligero |
| 2006               | Eton (Reino Unido)        | Medalla de plata  | Doble scull ligero        |
| 2009               | Poznań (Polonia)          | Medalla de bronce | Doble scull ligero        |
| 2010               | Cambridge (Nueva Zelanda) | Medalla de plata  | Doble scull ligero        |
| 2011               | Bled (Eslovenia)          | Medalla de bronce | Doble scull ligero        |
| 2013               | Chungju (Corea del Sur)   | Medalla de plata  | Dos sin timonel ligero    |
| Campeonato Europeo |                           |                   |                           |
| Año                | Lugar                     | Medalla           | Prueba                    |
| 2009               | Brest (Bielorrusia)       | Medalla de plata  | Doble scull ligero        |
| 2011               | Plovdiv (Bulgaria)        | Medalla de oro    | Doble scull ligero        |